# Apotolamprus perinetensis
Apotolamprus perinetensis là một loài bọ cánh cứng trong họ Bọ hung (Scarabaeidae).